# キャプテン・マーベル (マーベル・コミック)
キャプテン・マーベル（Captain Marvel）は、マーベル・コミックが行するアメリカン・コミックスに登場する架空のスーパーヒーローの名前である。これらのバージョンのほとんどは、マーベル・ユニバースとして知られるマーベルの主要な共有世界に存在している。

## 経歴
元々は銀河三大列強種族の一つクリー帝国が地球に送り込んだスパイであった。クリーは地球の宇宙進出の進行度合いを測るために軍の大尉であった彼を送り込んだ。マー・ベルの上官ヨン・ログは彼の恋人ユーナを自分のものとするためにマー・ベルを殺そうとするが、誤ってケープ・カナヴェラルのミサイル施設の科学者、ウォルター・ロウスン博士を殺してしまう。マー・ベルは、博士と入れ替わってアメリカの航空宇宙科学の発展を間近に観察していた。やがてNASAの保安主任キャロル・ダンバースと恋に落ち、クリー軍人としての使命と地球への愛着との狭間で苦悩するようになる。だがファンタスティック・フォーが倒し研究していたクリーのロボット、セントリーが再起動しマー・ベルはこれを倒してしまう。そこでセントリーが発した言葉「マー・ベル大尉(Captain Mar-Vell)」が、周囲の地球人に「キャプテン・マーベル」というヒーローの名前だと受け取られてしまい、さらに地球はクリーとスクラルの戦争に巻き込まれるきっかけとなってしまう。
銀河列強の戦争に地球が巻き込まれマー・ベルは地球を守るために戦うがヨン・ログの罠に落ちネガティブ・ゾーンに捕らわれてしまう。そこで彼は地球人リック・ジョーンズと融合し、リード・リチャーズの助けを借りネガティブ・ゾーンからの脱出に成功する。
その後ヒーローとして活動を続けていたがクリーに改造されて自爆＆再生能力を有したヴィランのニトロと戦闘。毒ガスの影響で悪性の癌を発症し病死する。
生前は特定のチームに加わることはなかったが、死後アベンジャーズの名誉隊員になった。
マー・ベルの遺伝子からタイタン人エリシウスを母体に息子ジェニスが生まれ二代目キャプテン・マーベルとなった。

## 能力
スーパーパワー、超感覚、飛行能力を備えているがこれは本来持っていたものではなく、クリーに反逆した後クリーに捕えられ洗脳強化されて身につけたもの。初登場時は磁力光線や破壊光線を発射する銃で戦っていた。またクリー人は地球の大気成分に体が合わず宇宙服を脱ぐと数分程度で死亡してしまう。

## リブート版
2006年からはマーガレット・ストールによるリブート版が開始。この版では以前より「ミズ・マーベル」と呼ばれていたキャロル・ダンバースが「キャプテン・マーベル」と名乗るようになった。2012年からはケリー・スー・デコニックが描くようになり、現在は「キャプテン・マーベル」と単に言った場合、キャロルを指す事が多い。
なお、キャロルが新たなる「キャプテン・マーベル」となった後、「ミズ・マーベル」もリブート化。南アジア系の血を持つ米国籍の少女カマラ・カーンが当代の「ミズ・マーベル」として活躍中。
キャロルが主役となった『キャプテン・マーベル』は、マーベル・シネマティック・ユニバースの1作として実写映画化され、2019年に公開された。

## MCU版
現在のところ『マーベル・シネマティック・ユニバース』（MCU）には、キャロル・ダンヴァース（アース616）と、マリア・ランボー（アース838）がキャプテン・マーベルとして登場している。

### キャラクター像
キャロル・ダンヴァース / キャプテン・マーベル（Carol Danvers / Captain Marvel）
演 - ブリー・ラーソン、アレクサンドラ・ダニエルズ（『ホワット・イフ...?』）
日本語吹替 - 水樹奈々
“アース616”（MCU正史の宇宙）におけるキャプテン・マーベル。体内に取り込んだ“ライトスピード・エンジン”のコアのエネルギーによるスーパーパワーを得た直後に、“クリー”の記憶改竄を受けて彼らに利用されるも、記憶を取り戻して反旗を翻し、銀河の各地で戦うヒーローとなる。
“アース51825”、“アース72124”、“アース29929”にも、それぞれの宇宙におけるキャロル/キャプテン・マーベルが存在している。
マリア・ランボー / キャプテン・マーベル（Maria Rambeau / Captain Marvel）
演 - ラシャーナ・リンチ
日本語吹替 - 花藤蓮
“アース838”におけるキャプテン・マーベル。スーパーパワーを得た経緯は不明。この宇宙におけるヒーローチーム、“イルミナティ”の一員でもある。スティーヴン・ストレンジ/ドクター・ストレンジ（アース616）が初見の自分たちを「黄金の60年代バンド？」と茶化すと「冗談だと思う？」と返したり、ペギー・カーター/キャプテン・カーター（アース838）のストレンジに対する悔篾に鼻で笑う形で同意するなど杓子定規な第一印象だが、ストレンジのワンダ・マキシモフ/スカーレット・ウィッチに関する警告を「魔女の“ドリームウォーク”ごとき」と一蹴するほかのイルミナティの仲間たちと同等の浅はかさも見せた。

### 特殊能力
フォトンブラスト（Photon Blasts）
両手から放つ光子ビーム。その破壊力は一撃でコンクリートをも粉砕し、頑強な肉体を持つ種族も突き飛ばせるほど非常に高く、エネルギーの調整により、宇宙空間での推進力を得ることや、掌で触れた物体への加熱もでき、バイナリー・パワーに覚醒することで空中を飛行することまで可能になるなど、さまざまな応用も利く。
バイナリー・パワー（Binary Power）
自らの力に完全に覚醒することで発揮される宇宙由来の超絶的なパワー。このパワーが発現されると、全身を炎のようなエネルギーが包み込まれる。これによりフォトンブラストの強化・空中飛行・生身での宇宙空間の活動などの驚異的な能力が発動可能となり、キャロル（正史）は、“スターフォース”のメンバー数人を同時に相手取っても圧倒し、“宇宙最大の脅威”と呼ばれるサノスの直接攻撃までもダメージを受けずに相手を苦しめられるほど身体能力を向上させるなどの活躍を披露する。またマリア（アース838）も、このパワーを用いてワンダとある程度互角に善戦するほどの実力を見せる。

### ツール
キャプテン・マーベルのツールは、スターフォースのものをそのまま流用・アレンジしている。
スーツ（Starforce Uniform）
スターフォースのユニフォームでもある、胸部に星のシンボルが付いている戦闘服。元来のカラーリングは青緑、黒、銀である。あらゆる攻撃や衝撃を防ぐと共に、着用者に宇宙空間での活動も可能にするほどの高い耐久性、水中航行機能を有しており、水中では着用者の身長と体格に合わせたバリヤーが着用者の全身を包み込む機能まで持ち合わせている。
キャロルのものは、彼女が記憶を取り戻してスクラル人の真実を知り、タロスと手を組んでクリー側に戦いを挑むことを決意してからは、モニカ・ランボーが着ていたアメリカ空軍のシンボルがプリントされたシャツにあしらわれていた赤、黄、青の3色に新調された。2018年に“アベンジャーズ・コンパウンド”に来訪したキャロルが着用していたものは、シンボルの形状と一部の配色が1995年時のものと異なっている。“デシメーション”から5年後の時代には、赤と青の配色が逆転したようなものとなり、青い腰巻を巻いている。
マリア（アース838）が着用しているものは、黒と銀色のツートンカラーとなっている。
ヘルメット
スーツの一部である頭部保護用の防具。普段は非物質化しているが、宇宙空間に出た時などスーツの着用者にとって必要な状況となった時に着用者の頭部に自動で実体化する。宇宙空間や水中では露出している目元と口周りをバリヤーで防ぐ。キャロルがこれを被ると、頭頂部から彼女の毛髪がモヒカン状に露出する。このヘルメットも元来のカラーは青緑ベースに黒のラインだったが、後にスーツに合わせて赤ベースに青のラインとなる。
キャロルがバイナリー・パワーに完全覚醒し、スクラル人たちと銀河の旅に出て以降は使用していない。
またマリア（アース838）は使用している描写が存在しない。
ヘッドギア
マリア（アース838）がスーツと共に装着する頭部保護用の防具。黒と銀色のツートンカラーで、ヘルメットと同様に普段は非物質化しているが、スーツの着用者にとって必要な状況となった時に着用者の頭部に自動で実体化する。
ガントレット
両前腕に装備する手甲。搭載された高性能タッチパネルを操作することで、恒星間の通信、インターフェースの展開、言語の翻訳、記録された映像の再生、スーツのカラーリング変更、スキャニングによる危険探知など多数の特殊機能を駆使できる。

### 活躍
本項では、マリア/キャプテン・マーベル（アース838）の描写を記載する。キャロルについてはこちらを参照。
『ドクター・ストレンジ/マルチバース・オブ・マッドネス』
物語の後半から登場。イルミナティ本部に捕らえられたストレンジ（アース616）の裁判に召集され、彼を“インカージョン”を引き起こした末に処刑されたかつての仲間であるスティーヴン・ストレンジ/スプリーム・ストレンジと同様に危険な存在であると疑いの目を向け、スプリーム・ストレンジの死の真相を告げた。処刑に賛同しようとしたが、ワンダの本部襲撃で裁判の中断を余儀なくされ、仲間たちと共に彼女に対峙した。
ブラッカガー・ボルタゴン/ブラックボルトとリード・リチャーズ/ミスター・ファンタスティックがワンダに倒されると、ペギーと2人掛かりで挑み、フォトンブラストの連射とバイナリーパワーを用いてある程度善戦し、ペギーが倒されても単身で立ち向かいながらワンダへ「私の宇宙から出ていけ！」と叫ぶが、しかし攻撃中にパワーを少しずつ吸収されていたため一歩及ばずに吹き飛ばされ、倒れ込んだ隙を突かれてワンダによって倒れ込んできた戦士の像の下敷きとなる末路を辿る。

## その他の登場作品

### アニメーション
- マーベル フューチャー・アベンジャーズ - マーベルのテレビアニメ。リブート版の「キャプテン・マーベル」（キャロル）と、当代の「ミズ・マーベル」（カマラ）が登場している。

## 関連キャラクター
東映とマーベル・コミックスの提携で制作された日本の特撮テレビ番組『バトルフィーバーJ』に登場するミスアメリカは、名前やシンボルマークはミスアメリカを基にしているが、マスクやコスチュームのデザインはミズ・マーベルをモチーフとしている。